# Charles D. Luckey
Charles Dana Luckey (né en 1955) est un lieutenant général à la retraite de l'armée des États-Unis, qui a pris sa retraite alors qu'il était le commandant général du United States Army Reserve Command (armée de réserve des Etats-Unis),. Il est diplômé de l'Université de Virginie et a obtenu sa qualification en 1977. En juillet 2020, Jody J.Daniels est confirmé pour succéder à Luckey en tant que chef de la réserve de l'armée,.

## Carrière militaire
Luckey entre dans l'armée après avoir obtenu son diplôme militaire distingué de l'Université de Virginie en 1977. Il commence sa carrière militaire en tant qu'officier d'infanterie à la tête de soldats dans des unités mécanisées et des forces spéciales jusqu'à sa retraite du service actif en 1982, pour aller à la faculté de droit. En 1985, Luckey retourne au service actif et sert avec le 82d Airborne, Ft. Bragg, Caroline du Nord. En 1991, Luckey est transféré à la Réserve de l'armée et commande ensuite des unités au niveau bataillon et de la brigade et du groupe, aboutissant à son affectation en tant que général commandant de la 78e division (TS).
Luckey est rappelé au service actif en 2008 et est choisi pour occuper le poste de chef du Bureau de la coopération en matière de sécurité à Bagdad, en Iraq. Avant son affectation actuelle, Luckey occupe le poste de chef d'état-major du Commandement de la défense aérospatiale de l'Amérique du Nord (NORAD) et du Commandement du Nord et de l'état-major interarmées en tant qu'adjoint du président des chefs d'état-major interarmées pour les questions de réserve.
Le lieutenant-général Charles D.Luckey prend ses fonctions de chef de la réserve de l'armée et devient le 33è général commandant du commandement de la réserve de l'armée des États-Unis le 30 juin 2016. Cette réserve militaire comporte près de 200.000 soldats et civils et s'étend de Guam et des Samoas américaines jusqu'en Italie et Allemagne tout en comprenant les troupes déployées au Koweit, en Irak et Afghanistan. Il quitte son poste le 2 juillet 2020. En juillet 2020, Jody J. Daniels est confirmé pour succéder à Luckey en tant que cheffe de la réserve de l'armée.

## Vie privée
Après avoir pris sa retraite de l'armée, Luckey rejoint en 1991le cabinet d'avocats Blanco Tackabery & Matamoros PA de Winston-Salem en tant qu'associé. Il se spécialise sur les litiges commerciaux et environnementaux. Il est marié et sa femme s'appelle Julie.